# قباب (سمك)
القباب (الاسم العلمي: Thunnus tonggol)، نوع من أسماك التونة من فصيلة الإسقمريات. أعطانها منطقة المحيط الهادي الهندي: بحر الخليج العربي ولاية البحر الأحمر وشرق أفريقيا إلى غينيا الجديدة، والشمال إلى اليابان، والجنوب إلى أستراليا. أُبلغ عن وجودها في نيوزيلندا.